# ابویسان
ابویسان، روستایی است از توابع بخش هلالی و در شهرستان جغتای استان خراسان رضوی ایران. زبان مردم روستا ترکی خراسانی می‌باشد.

## جمعیت
این روستا در دهستان میان جوین قرار داشته و بر اساس سرشماری سال ۱۳۸۵ جمعیّت آن ۷۳۹ نفر (۱۸۵ خانوار)
بوده است.